# PSR J0537-6910
PSR J0537-6910 és un púlsar de 4.000 anys (més el temps de viatge de la llum a la Terra) a 170.000 anys llum en la constel·lació de l'Orada i el Gran Núvol de Magalhães. Rota a 62 hertz.
Fent servir aquest púlsar amb les dades observades des del Rossi X-ray Timing Explorer, l'astrònom John Middleditch i el seu equip del LANL han esdevingut els primers a predir els estrellatrèmols i la deriva del pol magnètic dels púlsars.